# Kamelslaget
Kamelslaget fandt sted ved Basra i 656 og var det første slag mellem to stridende muslimske hære. Kaliffen Ali besejrede i slaget en oprørshær, der var ledet af Muhammeds enke Aisha og Zubayr ibn al-Awwam. Aisha red på en kamel under slaget, hvilket har givet begivenheden dens navn.